# Musiche ribelli
Musiche ribelli è il quattordicesimo album (il decimo in studio)  del cantautore italiano Luca Carboni, pubblicato il 16 gennaio 2009.
L'album viene pubblicato nei formati CD e 33 giri.
Alla pubblicazione dell'album hanno fatto seguito le due tournée Musiche ribelli Tour 2009 e Musiche ribelli Tour 2010.

## Il disco
Il disco contiene cover di brani celebri degli anni settanta di cantautori italiani, con l'eccezione di Up patriots to arms di Franco Battiato che è datata 1980.
L'album viene anticipato il 10 gennaio dal singolo Ho visto anche degli zingari felici, tratto dell'omonimo album di Claudio Lolli, cantato insieme al produttore dell'album Riccardo Sinigallia, che con Luca Carboni ha curato gli arrangiamenti e ha duettato inoltre nel brano La casa di Hilde.
Tra i musicisti del disco figura alle chitarre anche Daniele Sinigallia, fratello di Riccardo, 
La copertina del disco presenta una fotografia del cantautore in primo piano, con una piega che spezza a metà l'immagine.
Per il brano Ho visto anche degli zingari felici viene preparato un video in cui, nel finale in piazza Maggiore a Bologna, appare l'autore della canzone, Claudio Lolli.
L'album è diventato disco d'oro e ha avuto una nomination per le targhe Tenco.

## Tracce
1. Ho visto anche degli zingari felici (feat. Riccardo Sinigallia) – 3:44 (Claudio Lolli)
2. Raggio di sole – 3:40 (Francesco De Gregori)
3. Venderò – 4:08 (testo: Eugenio Bennato – musica: Edoardo Bennato)
4. Eppure soffia – 3:07 (testo: Pierangelo Bertoli – musica: Alfonso Borghi)
5. Vincenzina e la fabbrica – 4:49 (Enzo Jannacci)
6. Musica ribelle – 3:52 (Eugenio Finardi)
7. La casa di Hilde (feat. Riccardo Sinigallia) – 5:24 (testo: Francesco De Gregori, Edoardo De Angelis – musica: Francesco De Gregori)
8. Up patriots to arms – 5:02 (testo: Franco Battiato – musica: Franco Battiato, Giusto Pio)
9. Quale allegria – 4:58 (Lucio Dalla)
10. L'avvelenata – 5:12 (Francesco Guccini)

## Formazione
- Luca Carboni - voce, tastiera
- Riccardo Sinigallia - chitarra acustica, chitarra elettrica, basso, tastiera, pianoforte, programmazione, cori
- Matteo Chiarello - chitarra elettrica
- Laura Arzilli - basso, cori
- Alessandro Canini - batteria
- Fabio Marchiori - pianoforte, tastiera
- Antonello Giorgi - percussioni, cajón
- Daniele Sinigallia - chitarra elettrica
- Vince Pastano - chitarra acustica
- Clemente Ferrari - organo Hammond, Fender Rhodes, sintetizzatore
- Fabio Anastasi - pianoforte, tastiera
- Francesco Zampaglione - sintetizzatore
- Matteo Chiarello - chitarra acustica
- Francesco Valente - chitarra elettrica
- Prisca Amori - violino
- Adriana Ester Gallo - violino
- Andrea Domini - viola
- Giuseppe Tortora - violoncello
- Nello Salza - tromba, flicorno